# A TransAsia Airways 235-ös járatának katasztrófája
2
A TransAsia Airways 235-ös járata a TransAsia Airways Tajpej és Csinmen (Jinmen)-szigetek közötti menetrend szerinti járata 2015. február 4-én lezuhant. A B-22816 lajstromjelű ATR 72–600-as típusú repülőgép a Csilung (Jilong) folyóba zuhant. A gépen 53 utas és 5 főnyi személyzet tartózkodott. Ez volt egy éven belül a második halálos áldozatokkal járó repülőgép-szerencsétlensége a TransAsia Airways légitársaságnak.

## Események

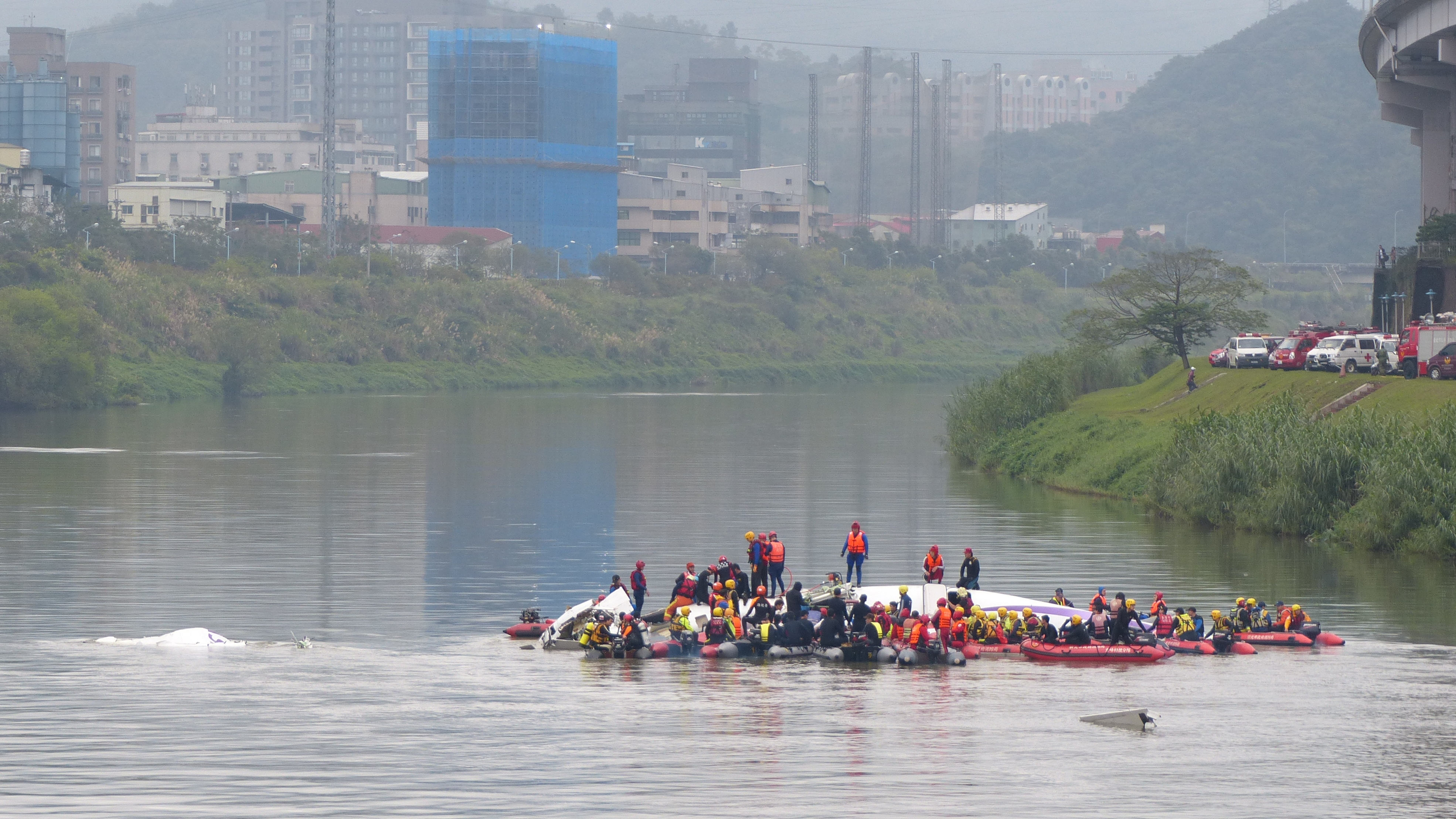
A lezuhant gép mentési munkálatai a Csilung-folyóban

A repülőgép tajvani idő szerint 10:53-kor szállt fel a Tajpej-Szungsan (Taipei-Songshan) repülőtérről 53 utassal és 5 fős legénységgel a fedélzeten. Röviddel a felszállás után (10:55) a géppel elvesztette a kapcsolatot a légi irányítás. A felszállás után a gép sebességet és magasságot veszített, így a személyzet vészhelyzetet (maydayt) jelentett,  hajtóműhibára hivatkozva. A pilóta a lakott területre való zuhanás helyett a Csilung folyó felé vezette a gépet, ahol egy autópályába csapódott, majd a folyóba zuhant.

## A gép
A B-22816 lajstromjelű ATR 72-600-as turbólégcsavaros repülőgép még 1 éves sem volt, az 1141 gyártási számú gépet 2014. április 15-én adta át a toulouse-i székhelyű repülőgépgyártó a Transasia Airwaysnek.

## Az utasok és a személyzet

### A személyzet
A gép pilótája a 41 éves Liao Chien-tsung, a másodpilóta Liu Tzu-chung volt. Tajpej polgármestere hősnek nevezte a gépet vezető pilótát, mivel elkerülte a várost és megpróbálta a folyóra letenni a gépet.
Mindent megtett, amit csak megtehetett

### Az utasok
Az utasok között 49 felnőtt és 4 gyermek volt.
| Állampolgárság | Utasok | Személyzet | Összesen |
| -------------- | ------ | ---------- | -------- |
| Tajvan         | 22     | 5          | 27       |
| Kína           | 31     |            | 31       |
| Összesen       | 53     | 5          | 58       |

## A katasztrófa okai

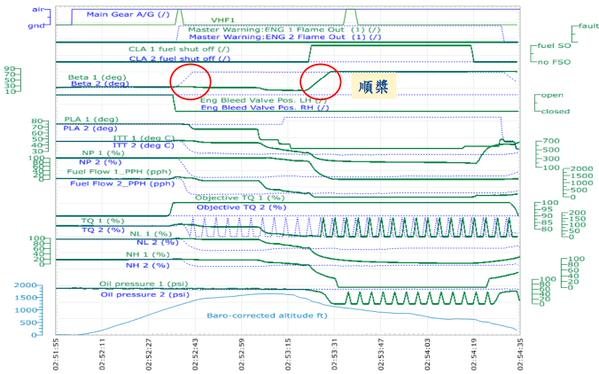
A repülési adatrögzítő adatai

Első feltételezések szerint a gép hajtóművének leállása okozta a balesetet. Február 6-án a tajvani hatóságok nyilvánosságra hozták a feketedobozokból kinyert adatokból a gép lezuhanásának lehetséges okait. A vizsgálók az adatokból megtudták, hogy a gép felszállása után a jobb oldali hajtómű meghibásodott, amire hibajelzés figyelmeztette a pilótákat, viszont a személyzet mégis a jól működő, bal oldali hajtóművet állította le. A hiba észrevétele után, mely körülbelül 42 másodperc volt, a pilóták újraindították a jól működő bal oldali hajtóművet, viszont ezután már az átesés hangjelzés is megszólalt, majd a gép lezuhant. 